# 길단
길단 액티브웨어 주식회사(/ˈɡɪldən/)는 프린팅 장식이 없는 무지 티셔츠나 무지 활동복(티셔츠, 스포츠 셔츠, 폴라 플리스 등)를 포함한 브랜드 의류를 생산하는 캐나다의 제조업체이며, 이 회사의 의류들은 주로 실크 스크린 회사에 의해 디자인과 로고로 장식된다. 이 회사는 또한 미국의 소매 업체들에 Gold Toe Brands, PowerSox, SilverToe, Auro, All Pro 및 길단 브랜드를 포함한 브랜드 및 자체 상표 운동복, 캐주얼, 정장 양말을 공급한다. 이 회사는 또한 언더아머와 뉴발란스 브랜드 양말을 제조 및 유통한다. 이 회사는 전 세계적으로 약 50,000명의 직원을 보유하고 있으며, 온두라스 리오난세와 카리브 제도에 제조 시설을 소유하고 운영하고 있다.
글렌과 그렉 샤만디는 가족이 이미 소유하고 있던 아동복 사업인 할리 사에 공급할 직물을 만들기 위해 1984년 캐나다 퀘벡주 몬트리올의 편직 공장을 인수하여 길단을 설립했다. 이후 100% 면으로 만든 티셔츠를 도매업자에게 판매하도록 확장했으며, 도매업자는 이를 미국 및 캐나다 실크 스크린 인쇄업체들에게 재판매하여 디자인과 로고로 장식하게 했다. 1994년까지 할리 사는 길단 액티브웨어 확장에 집중하기 위해 사업을 종료했다.
길단은 온두라스와 아이티 같은 저임금 국가에 공장을 운영하고 있으며, 이로 인해 길단은 2006년 기준으로 중국 제조업체보다 셔츠당 더 낮은 가격을 제공할 수 있었다.

## 성장 및 인수
길단은 1997년 온두라스에 첫 해외 봉제 시설을 열었다. 이 공장은 수직 통합되어 1,200명의 직원을 고용했다. 1년 후, 회사는 IPO를 실시하고 토론토 증권거래소와 뉴욕 증권거래소에 모두 상장되었다.
2001년까지 길단은 ACNielsen S.T.A.R.S. 보고서에 따르면 미국에서 100% 면 티셔츠의 선두 유통업체가 되었다. 다음 해, 이 회사는 온두라스 리오난세에 편직, 표백, 염색, 마감 및 제단 시설을 개설했다.
2010년, 회사는 아시아와 유럽에서 계획된 성장을 지원하기 위해 방글라데시 샤리야르 패브릭 인더스트리(Shahriyar Fabric Industries Limited)에 1,500만 달러를 투자했다.

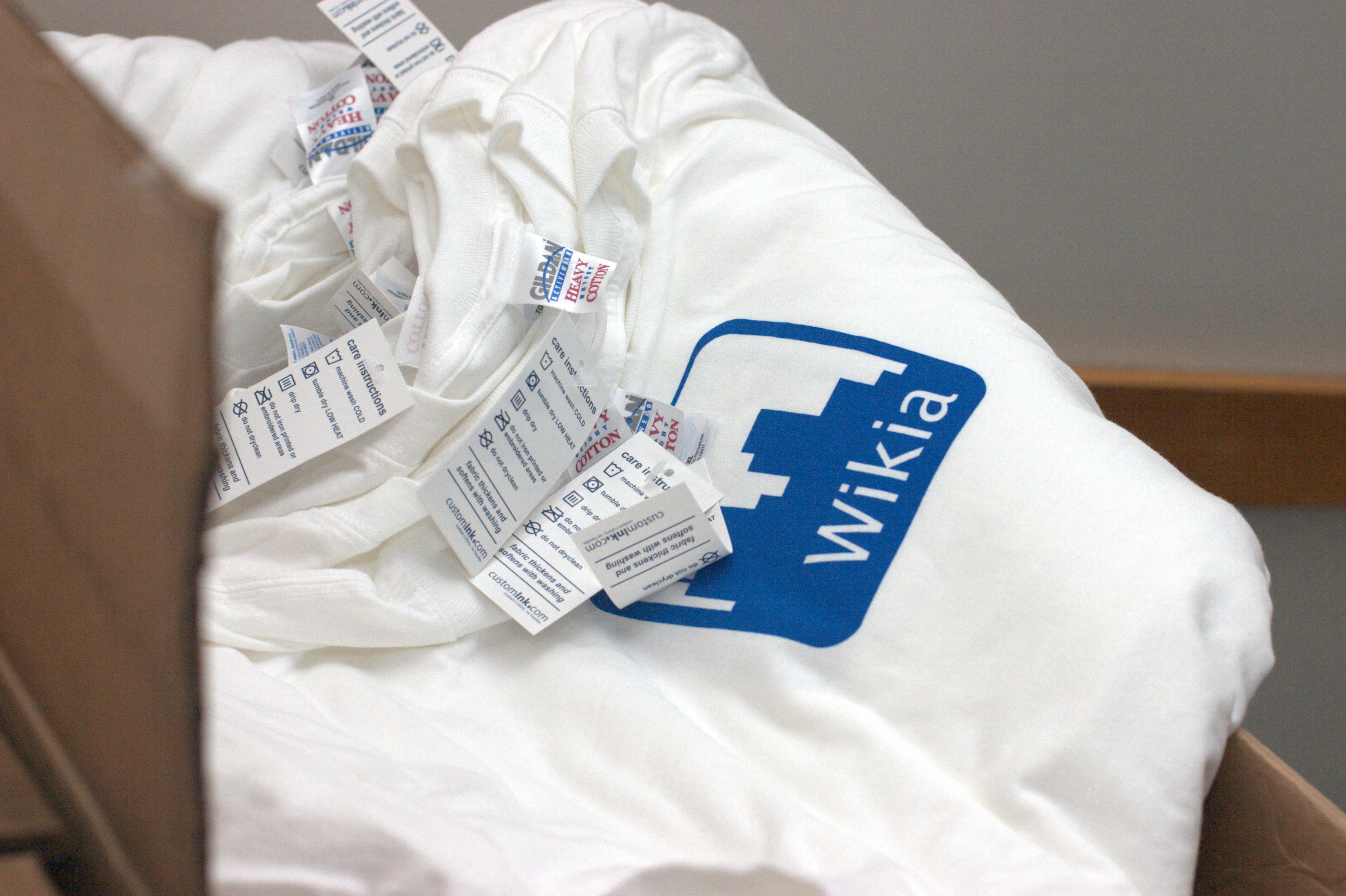
위키아 로고가 있는 길단 액티브웨어 셔츠

2012년 5월, 길단은 다시 확장하여 130년 역사의 의류 제조업체인 앤빌 홀딩스(Anvil Holdings, Inc.)를 인수했다. 앤빌 홀딩스는 앤빌 니트웨어(Anvil Knitwear)의 모회사이자 지속 가능한 재활용 및 유기농 의류 라인을 생산하는 회사이다.
2014년, 길단은 도리스 호시어리(Doris Hosiery)를 캐나다 달러 1억 1천만 달러에 인수했다.
2015년 2월, 길단은 약 미화 1억 달러의 총 구매 가격으로 컴포트 컬러(Comfort Colors) 브랜드 및 자산을 인수할 계획을 발표했다.
2016년, 길단은 PEDS 레그웨어(PEDS Legwear)를 5,500만 달러에 인수한다고 발표했다.
2017년, 길단은 미국 의류 회사인 아메리칸 어패럴을 8,800만 달러에 인수했다.
2021년, 길단은 피닉스 샌포드(Phoenix Sanford, LLC)의 지분 100%를 인수했다.
2023년 12월 11일, 글렌 J. 샤만디는 회사 사장 겸 최고경영자(CEO) 및 이사직에서 사임했다. 빈스 타이라(Vince Tyra)는 2024년 2월 12일부로 사장 겸 CEO로 임명되었으며, 그동안 크레이그 A. 리빗(Craig A. Leavitt)이 사장 겸 최고경영자 직무를 대행했다.
2024년 3월 19일, 길단은 공동 설립자 글렌 샤만디의 CEO 해고 및 재임명 제안 이후 주요 주주들 간의 분쟁 속에서 특별 위원회 검토 후 회사를 매각할 의사를 발표했다.
2025년 8월 13일, 길단은 미국 속옷 제조업체인 Hanesbrands를 현금과 주식으로 22억 달러에 인수하기로 합의했다. 이 거래는 Hanesbrands 주주 승인을 거쳐 2025년 말 또는 2026년 초에 완료될 예정이다.

## 광고 및 후원
길단은 2013 슈퍼볼 3쿼터 동안 광고를 방영하기 위해 30초짜리 광고 시간을 구매했다. 이 광고는 DeVito/Verdi가 제작한 총 2,500만 달러 규모의 마케팅 캠페인의 일부였으며, 방송, 인쇄, 디지털, 이벤트 마케팅 및 홍보를 포함했다. 길단은 2012년 12월 초부터 슈퍼볼 광고에 대해 언론에 발표하기 시작했다.
이 회사는 또한 2012년 12월 15일 앨버커키에서 열린 길단 뉴멕시코 볼(Gildan New Mexico Bowl)을 후원했다.
2017년 TV 광고에서 길단은 나이 든 남성들이 (때로는 맞지 않는) 흰색 브리프를 입은 모습을 묘사하며 젊은 남성들에게 아버지의 속옷을 입지 말라고 권유했다. 블레이크 셸턴이 이 회사의 대변인이었다.

## 노동권 침해 의혹
제네시스(Genesis, S.A.)는 아이티에 위치한 티셔츠 제조업체로, 주요 고객은 길단 액티브웨어이다. 이 회사는 아이티의 수도인 포르토프랭스에서 새로운 노동권 및 노조 조직화 노력의 지도자들을 대상으로 한 보복성 해고 캠페인에서 가장 심각한 가해자로 지목되었다. 2012년 노동권 컨소시엄(Workers Rights Consortium) 보고서에 따르면, 길단은 "궁극적으로 제네시스에 적극적으로 개입했으며, 길단의 노력으로 복직을 달성하는 데 중요한 역할을 했다. Hanesbrands도 Multiwear에서 유사한 역할을 했다."